# WKBL 신인선수상
한국여자프로농구 신인선수상은 매년 한국여자프로농구(WKBL) 정규리그에 출전한 신인선수(1년차 - 2년차) 가운데, 가장 뛰어난 선수에게 주어지는 상이다. 1999년 겨울리그부터 시상이 시작되었으며, 기자단 투표를 통하여 수상자가 결정된다. 후원사 몰텐의 이름을 따 몰텐 신인선수상이라 불리기도 한다.
최근 수상자는 키아나 스미스이다.

## 수상자
| ^    | 현역 WKBL 선수                  |
| 칼표 | 만장일치 수상자                 |
| 순위 | 신입선수 선발회에서 지명된 순위 |
| 연도 | 입단 또는 신입선수 선발 연도    |

| 시즌      | 선수           | 포지션 | 팀                     | 순위     | 연도 |
| --------- | -------------- | ------ | ---------------------- | -------- | ---- |
| 1999 겨울 | 변연하         | 포워드 | 삼성생명 페라이온      | 자유계약 | 1999 |
| 2000 겨울 | 강윤미         | 센터   | 금호생명 팰컨스        | 3        | 1999 |
| 2002 겨울 | 박은진         | 센터   | 인천 금호생명 팰컨스   | 1        | 2001 |
| 2003 겨울 | 곽주영         | 포워드 | 인천 금호생명 팰컨스   | 1        | 2002 |
| 2004 겨울 | 정미란         | 포워드 | 인천 금호생명 팰컨스   | 1        | 2003 |
| 2005 겨울 | 정진경         | 센터   | 광주 신세계 쿨캣       | 자유계약 | 2004 |
| 2006 겨울 | 김정은^        | 포워드 | 광주 신세계 쿨캣       | 1        | 2005 |
| 2007 겨울 | 하은주         | 센터   | 안산 신한은행 에스버드 | 자유계약 | 2006 |
| 2007-08   | 배혜윤^        | 센터   | 부천 신세계 쿨캣       | 5        | 2007 |
| 2008-09   | 박혜진^        | 가드   | 춘천 우리은행 한새     | 1        | 2008 |
| 2009-10   | 로버슨         | 포워드 | 용인 삼성생명 비추미   | 혼혈선수 | 2009 |
| 2010-11   | 윤미지         | 가드   | 안산 신한은행 에스버드 | 수련선수 | 2010 |
| 2011-12   | 이승아         | 가드   | 춘천 우리은행 한새     | 1        | 2010 |
| 2012-13   | 양지영         | 포워드 | 용인 삼성생명 블루밍스 | 2        | 2011 |
| 2013-14   | 김이슬         | 가드   | 부천 하나외환          | 12       | 2012 |
| 2014-15   | 신지현^        | 가드   | 부천 하나외환          | 1        | 2013 |
| 2015-16   | 공석           | 공석   | 공석                   | 공석     | 공석 |
| 2016-17   | 박지수^        | 센터   | 청주 KB 스타즈         | 1        | 2016 |
| 2017-18   | 이주연^        | 가드   | 용인 삼성생명 블루밍스 | 2        | 2016 |
| 2018-19   | 박지현^        | 가드   | 아산 우리은행 위비     | 1        | 2019 |
| 2019-20   | 허예은^        | 가드   | 청주 KB 스타즈         | 1        | 2020 |
| 2020-21   | 강유림^        | 포워드 | 부천 하나원큐          | 9        | 2020 |
| 2021-22   | 이해란^        | 포워드 | 용인 삼성생명 블루밍스 | 1        | 2021 |
| 2022-23   | 박소희^        | 가드   | 부천 하나원큐          | 2        | 2021 |
| 2023-24   | 키아나 스미스^ | 포워드 | 용인 삼성생명 블루밍스 | 1        | 2022 |